# إمحلحل (جبل)
جبل إِمْحَلْحِلْ هو جبل متجه من الشرق إلى الغرب ويقع في ديار قبيلة بلقرن غربي قرية الحصنة في محافظة بلقرن في منطقة عسير في المملكة العربية السعودية، وبه بعض الحلل التابعة للحصنة وآل عمران من بلقرن.